# Дрипинг Спрингс (Тексас)
Дрипинг Спрингс (енгл. Dripping Springs) град је у америчкој савезној држави Тексас. По попису становништва из 2010. у њему је живело 1.788 становника.

## Демографија
Према попису становништва из 2010. у граду је живело 1.788 становника, што је 240 (15,5%) становника више него 2000. године.
| Група             | 2000.         | 2010.         |
| Белци             | 1.227 (79,3%) | 1.220 (68,2%) |
| Афроамериканци    | 4 (0,3%)      | 16 (0,9%)     |
| Азијати           | 3 (0,2%)      | 1 (0,1%)      |
| Хиспаноамериканци | 290 (18,7%)   | 521 (29,1%)   |
| Укупно            | 1.548         | 1.788         |